# Firework
"Firework" é uma canção da cantora e compositora norte-americana Katy Perry, gravada para o seu segundo álbum de estúdio, Teenage Dream (2010). Foi escrita pela cantora, Mikkel S. Eriksen, Tor Erik Hermansen, Sandy Wilhelm, Ester Dean, e produzida pelo duo StarGate e Sandy Vee. Foi lançada pela Capitol Records como o terceiro single do álbum em 26 de outubro de 2010 nos Estados Unidos, apesar de ter estreado nas rádios algum tempo depois do lançamento oficial. Ela foi inspirada no romance clássico e mundialmente reconhecido de Jack Kerouac, On the Road. A canção é descrita como "um hino de auto-capacitação", e foi considerada por Perry como a canção de Teenage Dream mais importante para ela.
"Firework" foi bem recebido pela crítica, com alguns avaliadores percebendo sua melodia contagiante e batida dançante, comparando-a com algumas canções da banda britânica Coldplay. A canção foi bem sucedida comercialmente, atingindo o primeiro lugar na Billboard Hot 100 e os 5 primeiros em vinte tabelas musicais em todo o mundo. Foi certificada com doze discos de platina pela Recording Industry Association of America (RIAA) pela transferência de doze milhões de cópias em todos Estados Unidos. Na semana que terminou em 8 de Janeiro de 2011, "Firework", vendeu 509 mil downloads digitais nos EUA, que é a terceira maior quantidade já vendida por um artista do sexo feminino, atrás apenas de "Tik Tok" da cantora e compositora americana Kesha, que vendeu 610 mil cópias em uma semana, e de "Hello", da cantora e compositora britânica Adele, que vendeu 1,2 milhão de cópias em uma semana, e quinta maior em geral. Este é o terceiro single consecutivo do mesmo álbum a atingir o topo da Billboard, a última cantora que conseguiu essa recepção foi Monica, em 1998.
O vídeo musical da canção foi dirigido por Dave Meyers e lançado em 28 de Outubro de 2010; ele retratou Perry cantando e dançando ao redor de Budapeste, com cenas intercaladas de adolescentes tímidos que tornam-se confiantes de si mesmos. Uma chamada de um casting aberto para o vídeo da música atraiu 38.000 candidatos inéditos. No Top 50 vídeos de 2010 do MuchMusic, "Firework" alcançou a primeira posição.

## Antecedentes

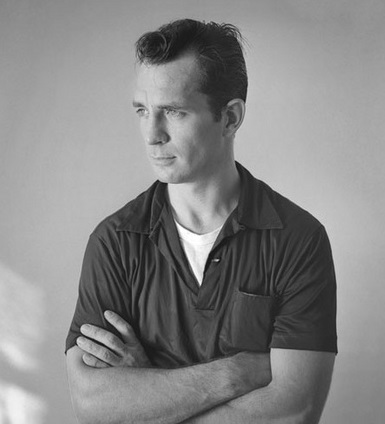
Perry disse que "Firework" foi inspirada pelo livro On the Road, de autoria de Jack Kerouac.

De acordo com Katy Perry em entrevista à MTV News, "Firework" é sua canção favorita em Teenage Dream e foi considerada por ela como o hino deste álbum. Ela voltou a comentar sobre a canção para a MTV World Stage 2010: Malaysia: "[...] é minha canção favorita do álbum porque ela mostra realmente quem eu sou atualmente e a mensagem que quero enviar as pessoas de uma maneira que esperamos que seja encorajadora. E para mim, eu sempre estive em busca de uma música que realmente fizesse-me crescer, sem que fosse muito 'cafona'. 'Firework' é como um hino e isso também fala sobre fazer as pessoas ficarem surpreendidas e eu quero surpreender as pessoas."
Em julho de 2010, Katy comentou à BBC Radio 1 que "Firework" foi inspirada por um trecho lido por seu esposo, Russell Brand, do livro de Jack Kerouac, On the Road, que fala sobre "como ele queria estar próximo de pessoas que estavam zumbindo e efervescendo". "Acho que é por isso que escrevi, é porque eu realmente acredito nas pessoas e acredito que elas têm uma faísca que pode ser um fogo de artifício. [...] E muitas vezes somos só nós que estamos no caminho para alcançar nossos objetivos, cumprir nossos destinos, sendo a melhor versão do que nós possivelmente possamos ser. É por isso que escrevi", revelou a cantora durante os MTV Europe Music Awards de 2010.

## Composição
"Firework" é uma canção uptempo, constituída por 165 batidas por minuto. Originalmente, foi composta pela nota Lá♭ maior, sendo que a extensão vocal de Katy Perry estende-se desde a nota menor Lá♭3 até a nota maior Mi♭5. Musicalmente, inicia-se ao som de teclados, que lhe dão traços do estilo musical eurodance, estilo presente na maioria das canções produzidas pelo grupo Stargate. Durante o pré-refrão e o primeiro refrão principal, seus trechos ganham o auxílio de violinos e baixo, sendo que logo após ganha mais força instrumental e vocal, com uso de sintetizadores, dando-lhe traços do estilo house music. "Firework" inspira e motiva as pessoas a não serem comuns, para sempre destacarem-se como "fogos de artifício". Durante os pré-refrões e refrões, Perry canta: "Você apenas tem que acender a luz, e deixá-la brilhar. Apenas domine a noite, como o Quatro de Julho. Porque, baby, você é um fogo de artifício. Vamos, mostre-os o que você merece."

## Recepção crítica
| Críticas profissionais | Críticas profissionais |
| Avaliações da crítica  | Avaliações da crítica  |
| Fonte                  | Avaliação              |
| ---------------------- | ---------------------- |
| About.com              | (favorável)            |
| BBC                    | [ 13 ]                 |
| Digital Spy            | [ 14 ]                 |
| Slant                  | (favorável)            |

Maioritariamente, a canção recebeu análises positivas da crítica profissional. Chris Ryan da MTV Buzzworthy, publicou em sua análise que a canção serve como "tema de Olimpíadas [...] trilha-sonora inspiracional" e revelou que Katy Perry possui "vocais inspiracionais de uma diva da house music". Durante sua tese geral sobre Teenage Dream, Bill Lamb, do About.com, escreveu que a canção "pode ser esmagadora [...] é um hino que diretamente, visa aumentar a auto-estima", sendo que durante sua análise mais detalhada sobre "Firework", a chamou de "cativante, grande melodia e designado para fazer todos ouvintes sentirem-se bem." Nick Levine do Digital Spy, disse que "é [...] um hino de auto-capacitação" e deu cinco estrelas para a canção, assim como Al Fox da BBC, que disse que "a música demonstra maturidade e todo o talento musical da cantora". Matthew Cole da Slant Magazine, retratou em sua análise que "[...] os versos que soam como se fossem escritos por alguém como Leona Lewis, são além das capacidades de Perry, mas a música ganha força no refrão e pode funcionar muito bem em discotecas." A crítica brasileira também elogiou a canção, sendo que Thiago Mariano do Diário do Grande ABC, disse que a canção "funciona como um hino de libertação e é executada de forma crescente, evidenciado o talento vocal de Katy para as notas agudas".

## Desempenho comercial
Antes de ter sido lançada oficialmente como single da Nova Zelândia, "Firework" estreou na trigésima quarta posição da parada musical New Zealand Singles Chart, sendo que subiu para a segunda posição desbancando "Only Girl (In the World)" de Rihanna, algumas semanas após ter sido lançada oficialmente. Após algum tempo, a canção subiu para a primeira posição e continuou nela durante três semanas consecutivas, sendo certificada com Disco de Ouro, resultante de mais de 7,500 cópias vendidas na Nova Zelândia. Na Irlanda, a canção estreou na terceira posição da Irish Singles Chart, subindo para a segunda após duas semanas na parada. No Canadá, estreou na quinquagésima primeira posição da Canadian Hot 100, subindo para a primeira posição após sete semanas, desbancando "The Time (Dirty Bit)" da banda americana The Black Eyed Peas.
Nos Estados Unidos, estreou na quinquagésima sétima posição da Billboard Hot 100, subindo para a primeira posição após algumas semanas, substituindo a posição de "Raise Your Glass" da cantora P!nk. "Firework" tornou-se o terceiro single consecutivo de Katy Perry do álbum Teenage Dream a entrar para o número um da Hot 100, junto com "California Gurls" e "Teenage Dream", sendo que a última mulher que conseguiu fazer isto foi a cantora de R&B, Monica entre junho de 1998 e fevereiro de 1999. A canção ocupou a primeira posição por três semanas consecutivas, como a última música nesta colocação no ano de 2010. Após este período, ela caiu para a segunda posição e foi sucedida por "Grenade" de Bruno Mars, retornando para a primeira posição na semana seguinte. De acordo com a Billboard, "Firework" finalizou 2010 com mais de 2.3 milhões de downloads digitais nos Estados Unidos, e atualmente contabiliza mais de 11 milhões de vendas digitais, sendo certificado com quatro discos de platina por lá.

## Videoclipe

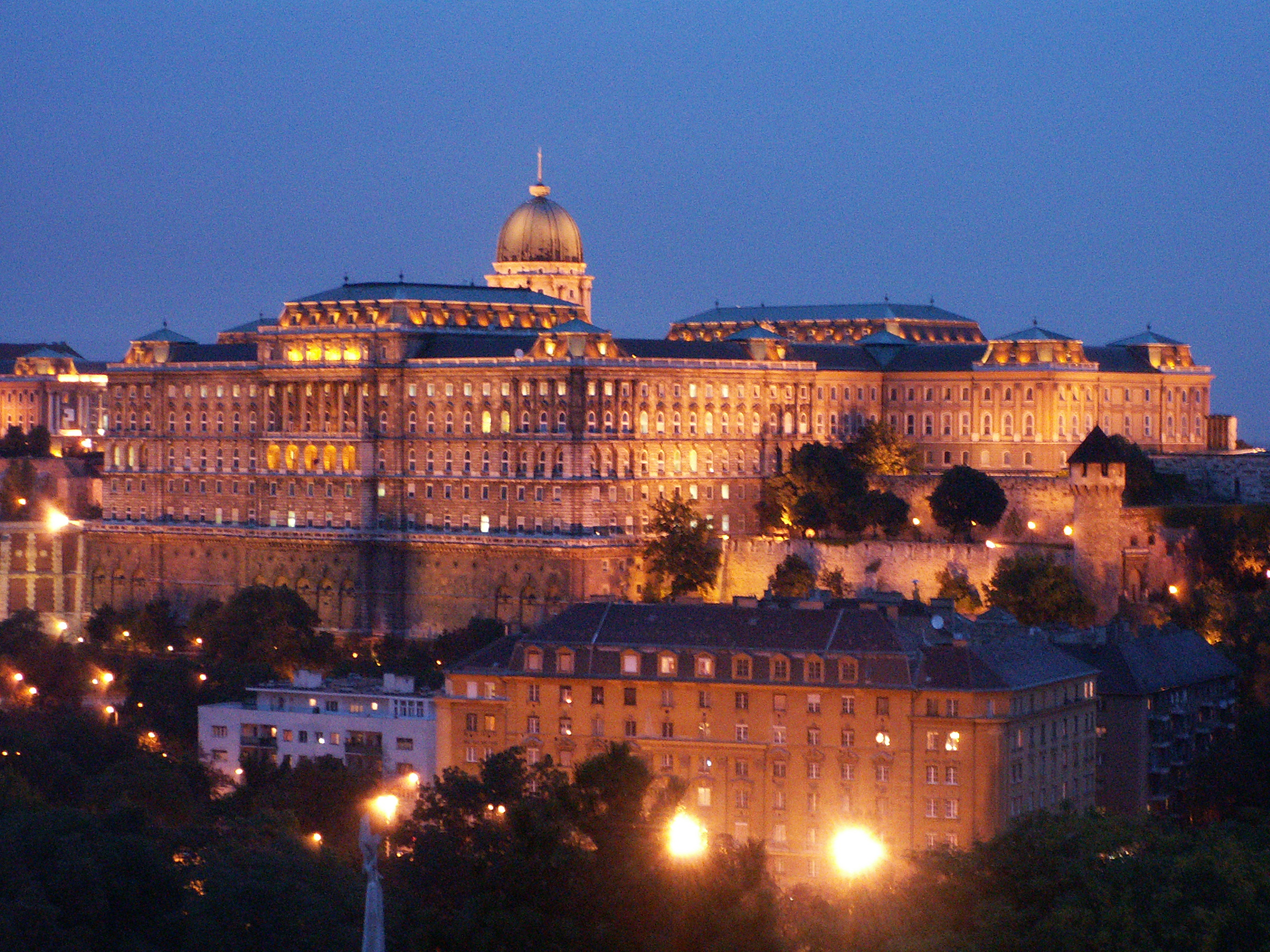
O Castelo de Buda foi um dos locais de filmagens da gravação do videoclipe.

### Antecedentes
De acordo com a MTV, as filmagens do videoclipe de "Firework" começaram a partir de 28 de setembro de 2010 em Budapeste, Hungria, e foi dirigido por Dave Meyers, além de contar com a participação de 250 fãs da cantora. A produção foi patrocinada pela companhia de telecomunicação europeia, Deutsche Telekom, que promoveu um concurso para selecionar alguns fãs da cantora naturais da Alemanha, Áustria, Hungria, República Tcheca, Eslováquia, Polônia, Macedônia e Montenegro para aparecerem no videoclipe. Em entrevista à Billboard.biz, Ralf Luelsdorf, chefe de patrocínio internacional da Deutsche Telekom, disse que "para trabalhar com esta relação ganha-ganha, foi importante termos a plena participação da gravadora, da artista e sua gestão [...] para o vídeo. O vídeo também não é comercial. Não há nenhum produto a venda nele". Para ajudar na promoção do videoclipe, um teaser trailer foi divulgado na conta oficial da cantora do YouTube em 15 de outubro de 2010. Ele foi divulgado completo em 28 de outubro, tendo grande repercussão no YouTube. Dave Meyers comentou à MTV News sobre a alteração do estilo de Perry entre o videoclipe de "California Gurls" e este:
| “ | Eu queria brincar um pouco com sua imagem... tipo, alterar o conceito de ícone do pop doce e colorida que ela tornou-se. [...] Eu tinha escrito um roteiro com a ideia de descontruí-la um pouco, e depois que o videoclipe de 'Teenage Dream' foi lançado, ela foi desconstruída ao todo. Então eu tive que trocar as marchas um pouco. Mas na verdade foi fácil, porque eu me comuniquei com a música. Senti que 'Firework' foi muito pessoal e estava atraído por isso... Queríamos articular o significado dessa música: o que significa ser um perdedor e ter a coragem, se você está na periferia da sociedade, para ser você mesmo. [Eu e Katy Perry] estávamos ambos persistentes na ideia de ficar longe de Hollywood, mas ter pessoas reais. Então, nós caracterizamos pessoas reais, não eram atores. Encontrar dois rapazes gays em Budapeste foi um desafio, porque lá não é tão aceito como em Hollywood [...] Já a garota do vídeo não é realmente uma menina doente, mas tivemos que raspar sua cabeça, e se você é uma jovem de 11 anos, isso é um grande compromisso. O compromisso das pessoas foi realmente lindo [...] E então, na última cena não foram 250 figurantes, foram 250 fãs incondicionais de Katy Perry. Essas pessoas começaram a pular, porque elas amam suas vidas. | ” |

### Conceito e recepção
O videoclipe de "Firework" mostra personagens inspirados, grupos de pessoas que são submetidas à preconceito, problemas físicos ou emocionais. O vídeo trata sobre duas crianças que assistem casos de violência doméstica entre seus pais, uma jovem com problemas de auto-estima devido à seu caso de obesidade, uma garota portadora de câncer, além de um rapaz homossexual que sofre com preconceito. Perry aparece para "acender a luz" de dentro destas pessoas e fazê-las tomarem uma atitude e liberar seus sentimentos como se fossem fogos de artifício.
Jocelyn Vena da MTV News disse que "Perry está enviando uma mensagem: fortalecer a si mesmo e abraçar seu fogo de artifício interior. [...] Logo, uma festa entra em erupção, com Perry no centro da ação, cantando uma mensagem inspiradora e com fogos de artifício explodindo em torno de todos eles". A Entertainment Weekly comparou o videoclipe aos anteriores da cantora e ironizou dizendo: "Mas desta vez, seus seios são tratados por uma outra causa: aumentar a auto-estima de certos jovens (gays, doentes, não-magros) que se sentem marginalizados por normas estritamente aplicadas no mundo da beleza e da sexualidade." O videoclipe foi dedicado ao projeto americano, It Gets Better Project, organização antibullying que visa diminuir o preconceito e suicídios entre homossexuais.

## Promoção

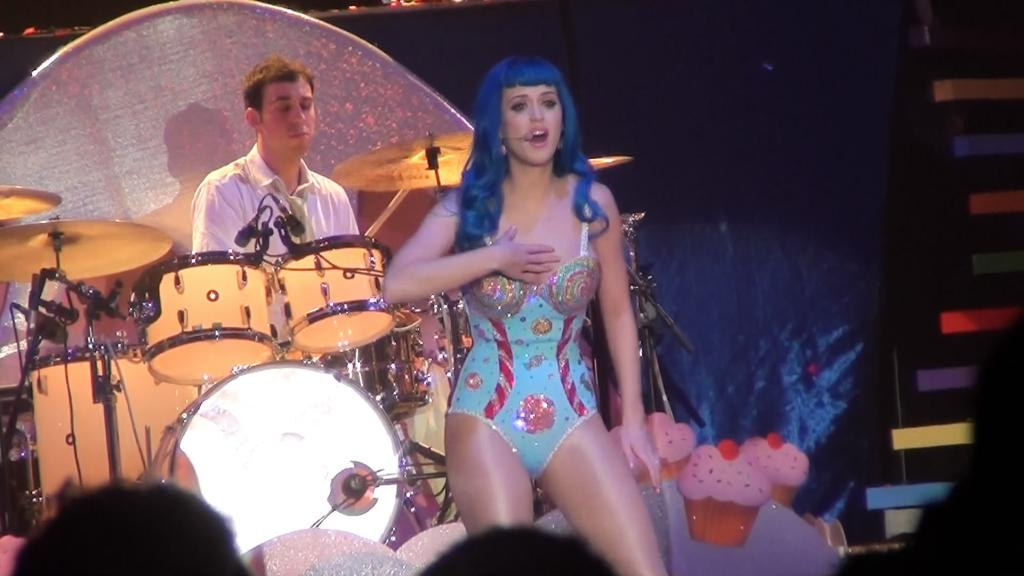
A artista interpretando a canção na California Dreams Tour.

Em 24 de agosto, Perry apresentou "Firework" no talk show The Late Show with David Letterman, onde cantou outras músicas para promover seu álbum. No dia 17 de outubro, Perry realizou uma performance pirotécnica de "Firework" no programa de talentos musicais, The X Factor do Reino Unido. O mesmo conceito foi usado na performance ocorrida nos MTV Europe Music Awards de 2010, em 7 de novembro em Madrid, Espanha. Em 10 de novembro, ela fez uma participação especial no evento de moda anual, Victoria's Secret Fashion Show 2010, transmitido em 30 de novembro pelo canal americano CBS. Em 12 de novembro, a cantora e sua banda realizaram uma performance acústica junto a uma orquestra no programa inglês Paul O'Grady Live. Perry apresentou uma versão diferente nos American Music Awards de 2010, onde ocorreu a participação de um coral de crianças. Outra performance de "Firework" ocorreu no dia 3 de dezembro, onde a cantora participou do show patriótico VH1 Divas 2010 junto à Nicki Minaj, Hayley Williams e Keri Hilson, transmitido em 5 de dezembro. Uma versão country da canção foi apresentada no programa americano The Ellen DeGeneres Show em 8 de dezembro.
No Brasil, foi incluída na segunda trilha sonora internacional da telenovela "Insensato Coração", de Gilberto Braga e Ricardo Linhares, exibida pela TV Globo em 2011.

## Faixas e formatos
| Download digital |                |                                                                                 |                     |         |  |
| N.º              | Título         | Compositor(es)                                                                  | Produtor(es)        | Duração |  |
| 1.               | "Firework"     | Katherine Hudson, Mikkel Eriksen, Tor Eric Hermansen, Ester Dean, Sandy Wilhelm | Stargate, Sandy Vee | 3:47    |  |
| Duração total:   | Duração total: | Duração total:                                                                  | Duração total:      | 3:47    |  |

| Download digital - Alemanha |                         |                                                                                 |                     |         |  |
| N.º                         | Título                  | Compositor(es)                                                                  | Produtor(es)        | Duração |  |
| 1.                          | "Firework"              | Katherine Hudson, Mikkel Eriksen, Tor Eric Hermansen, Ester Dean, Sandy Wilhelm | Stargate, Sandy Vee | 3:47    |  |
| 2.                          | "Firework" (videoclipe) |                                                                                 |                     | 3:55    |  |
| Duração total:              | Duração total:          | Duração total:                                                                  | Duração total:      | 7:05    |  |

## Outras mídias
"Firework" foi coreografada e adaptada para o jogo de vídeo de Nintendo Wii, Just Dance 2, lançado em outubro de 2010 nos países da América do Norte.

## Desempenho nas tabelas musicais
| País — Tabela musical                                        | Posição de pico |
| ------------------------------------------------------------ | --------------- |
| Alemanha — Media Control Charts                              | 4               |
| Austrália — ARIA Charts                                      | 3               |
| Áustria — Ö3 Austria Top 40                                  | 3               |
| Bélgica (Flandres) — Ultratop 50                             | 5               |
| Bélgica (Valónia) — Ultratop 40                              | 5               |
| Brasil — Brasil Hot 100 (Billboard)                          | 1               |
| Brasil — Hot 100 Airplay (Billboard)                         | 1               |
| Brasil — Brasil Hot Pop Songs (Billboard)                    | 1               |
| Canadá — Canadian Hot 100                                    | 1               |
| Chéquia — IFPI                                               | 4               |
| Dinamarca — Hitlisten                                        | 14              |
| Escócia — Scottish Singles Chart                             | 3               |
| Eslovênia — IFPI                                             | 2               |
| Espanha — PROMUSICAE                                         | 14              |
| Estados Unidos — Billboard Hot 100                           | 1 (4x)          |
| Estados Unidos — Adult Contemporary (Billboard)              | 1               |
| Estados Unidos — Adult Pop Songs (Billboard)                 | 1               |
| Estados Unidos — Hot Dance Club Songs (Billboard)            | 1               |
| Estados Unidos — Hot Digital Songs (Billboard)               | 1               |
| Estados Unidos — Pop Songs (Billboard)                       | 1               |
| União Europeia — European Hot 100 Singles                    | 1               |
| Finlândia — Suomen virallinen lista                          | 18              |
| França — SNEP                                                | 7               |
| Hungria — MAHASZ                                             | 2               |
| Irlanda — IRMA                                               | 2               |
| Itália — FIMI                                                | 4               |
| Japão — Japan Hot 100                                        | 46              |
| Nova Zelândia — RIANZ                                        | 1               |
| Noruega — VG-lista                                           | 2               |
| Países Baixos — NVPI                                         | 6               |
| Polónia — Polish Music Charts                                | 3               |
| Roménia — Romanian Top 100                                   | 15              |
| Suécia — Sverigetopplistan                                   | 4               |
| Suíça — Swiss Singles Chart                                  | 3               |
| Reino Unido — UK Singles Chart (The Official Charts Company) | 3               |
| Mundo — Global Track Chart                                   | 1               |

| País — Tabela musical (2010)                                 | Posição |
| ------------------------------------------------------------ | ------- |
| Alemanha — Media Control Charts                              | 88      |
| Austrália — ARIA Charts                                      | 24      |
| Hungria — MAHASZ                                             | 94      |
| Irlanda — IRMA                                               | 9       |
| Nova Zelândia — RIANZ                                        | 17      |
| Reino Unido — UK Singles Chart (The Official Charts Company) | 21      |

## Certificações
| Região         | Certificador | Certificação (limiares de vendas) | Vendas    | Referência(s) |
| -------------- | ------------ | --------------------------------- | --------- | ------------- |
| Alemanha       | BVMI         | Ouro                              | 150 mil   | [ 78 ]        |
| Austrália      | ARIA         | 9× Platina                        | 630 mil   | [ 79 ]        |
| Áustria        | IFPI         | Ouro                              | 30 mil    | [ 80 ]        |
| Estados Unidos | RIAA         | Diamante                          | 1.668.000 | [ 82 ]        |
| Itália         | FIMI         | Platina                           | 20 mil    | [ 83 ]        |
| Nova Zelândia  | RIANZ        | 2× Platina                        | 30 mil    | [ 84 ]        |
| Suíça          | IFPI         | Ouro                              | 15 mil    | [ 85 ]        |
| Reino Unido    | BPI          | Platina                           | 1.000.900 | [ 87 ]        |

## Histórico de lançamento
| País           | Data                   | Formato            |
| -------------- | ---------------------- | ------------------ |
| Estados Unidos | 26 de outubro de 2010  | Mainstream airplay |
| Estados Unidos | 16 de novembro de 2010 | Rhythmic airplay   |

| País           | Data                   | Formato          | Editora discográfica |
| -------------- | ---------------------- | ---------------- | -------------------- |
| Reino Unido    | 2 de novembro de 2010  | Download digital | Capitol Records      |
| Reino Unido    | 15 de novembro de 2010 | Airplay          | Capitol Records      |
| Estados Unidos | 16 de novembro de 2010 | Airplay          | Capitol Records      |
| Alemanha       | 3 de dezembro de 2010  | CD single        | Capitol Records      |
| França         | 24 de janeiro de 2011  | CD single        | Capitol Records      |
| Estados Unidos | 1 de fevereiro de 2011 | CD single        | Capitol Records      |